# Stretford End
The Stretford End, officielt the West Stand er en tribune på Old Trafford, stadionet for fodboldklubbben, Manchester United F.C.. Navnet er taget fra Stretford. Tribunen er opdelt i to niveauer, og har i lighed med resten af stadionet et cantilever tag. 